# José María López de Silva
José María López de Silva Sánchez, noto semplicemente come José López (Huelva, 2 gennaio 1983), è un ex calciatore spagnolo, di ruolo centrocampista.

## Carriera
Ha esordito nella massima serie spagnola durante 2014-2015 con la maglia del Cordoba.